# Sånger om oss
Sånger om oss är ett studioalbum från 2013 av Lisa Nilsson.

## Låtlista
1. "Var är du min vän?" (Andreas Mattsson)
2. "Sången om oss" (Lisa Nilsson, Peter LeMarc)
3. "Min tid i dina händer" (Lisa Nilsson, Mattias Torell)
4. "Tillbaka" (Lisa Nilsson, Henrik Janson)
5. "Kom hem" (Lisa Nilsson, Mattias Torell)
6. "Det säger ingenting om oss" (Lisa Nilsson, Mattias Torell)
7. "Du, kom lite närmare" (Lisa Nilsson, Mattias Torell)
8. "När en människa faller" (Lisa Nilsson, Mattias Torell)
9. "Full måne" (Lisa Nilsson, Mattias Torell)
10. "Allting går över" (Lisa Nilsson, Mattias Torell)
11. "Dåliga dagar" (Lisa Nilsson, Mattias Torell)
12. "Och månen såg på" (Lisa Nilsson, Peter Hallström)

## Medverkande
- Lisa Nilsson - sångare, producent
- Pål Svenre - klaviatur, producent
- Nicci Notini - trummor
- Peter Forss - bas
- Mattias Torell - gitarr
- Niklas Medin - klaviatur
- Sebastian Notini - slagverk
- Stockholm Session Strings - musiker

## Listplaceringar
| Lista (2013) | Topplacering |
| ------------ | ------------ |
| Danmark      | 15           |
| Finland      | 27           |
| Norge        | 9            |
| Sverige      | 3            |